# 中山隼雄
中山隼雄（日语：／ Nakayama Hayao，1932年5月21日—），日本实业家，生于东京都。原世嘉社长，现Amuse Capital CEO。

## 经历
中山1959年从千葉大学文理学部退学，进入点唱机进口公司V&V。1968年建立ESCO贸易（エスコ貿易）。随着1979年ESCO贸易被世嘉企业收购，中山就任世嘉副社长。1983年7月中山升为世嘉企业社长。1992年，中山设立中山隼雄科学技术文化基金会。
中山在1998年6月就任世嘉副会长，但在1999年离开世嘉。同时在1998年12月，中山创立Amuse Capital并自任会长。在离开世嘉后，中山还担任过Pasona和AQ互动的会长。